# Sur le sol natal
Pour plus de détails, voir Fiche technique et Distribution.
Sur le sol natal (Na svoji zemlji) est un film yougoslave réalisé par France Štiglic, sorti en 1948.

## Fiche technique
- Titre : Sur le sol natal
- Titre original : Na svoji zemlji
- Réalisation : France Štiglic
- Scénario : d'après un roman de Ciril Kosmač
- Musique : Marijan Kozina
- Photographie : Ivan Marincek
- Montage : Ivan Marincek
- Société de production : Triglav Film
- Pays :  Yougoslavie
- Genre : Drame et guerre
- Durée : 110 minutes
- Dates de sortie : 
  - Yougoslavie : 15 novembre 1948

## Distribution

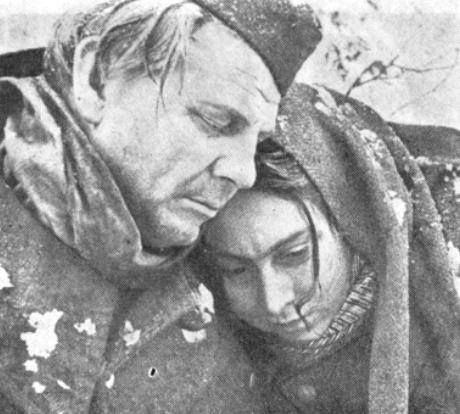
Image du film.

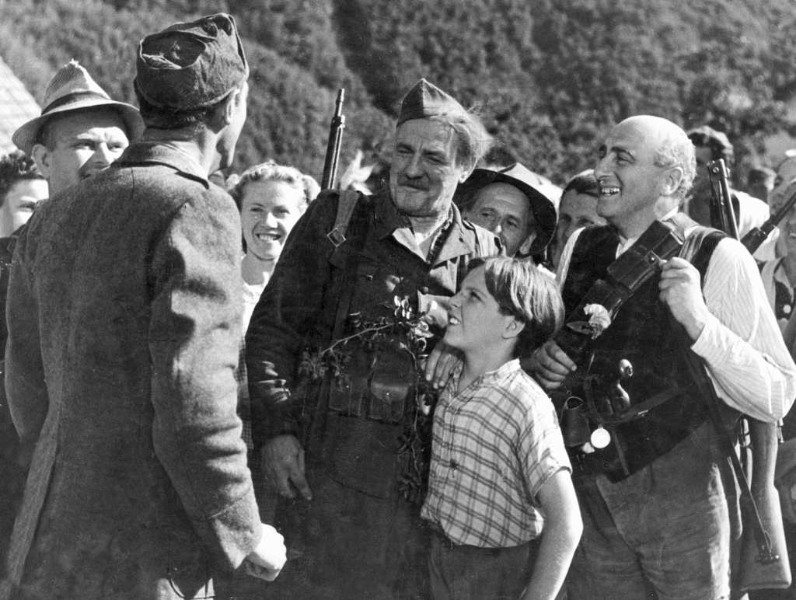
Image du film.

- Lojze Potokar : Sova
- Franc Presetnik : Stane
- Mileva Zakrajsek : Angelca
- Stefka Drolc : Tildica
- Miro Kopac : Ocka Orel
- Avgusta Danilova : Obrekarica
- Majda Potokar : Nancika
- Boris Sesek : Boris
- Stane Sever : Drejc
- Angela Rakar : Dragarica
- Jure Vizjak : Bichi
- Franjo Kumer : Kutschera
- Stane Staresinic : Dragic

## Distinctions
Le film a été présenté en sélection officielle en compétition au Festival de Cannes 1949.